# Панарін Валерій Федорович
Валерій Федорович Панарін (25 липня 1939, Жданов, Донецька область, Українська РСР) — радянський і український кіноактор.

## Життєпис
Народився в родині службовців. Закінчив акторський факультет Всесоюзного державного інституту кінематографії (1961). 
З 1961 р. — актор Київської кіностудії ім. О. П. Довженка.
Знявся більше ніж у шістдесяти фільмах, переважно в ролях другого плану.
Член Національної Спілки кінематографістів України.

## Фільмографія
- «Хлопці з нашого двору» (1959, Сергій)
- «Сейм виходить з берегів» (Володя Буслаєв)
- «Королева бензоколонки» (1962)
- «Дочка Стратіона» (1964, розвідник)
- «Ракети не повинні злетіти» (1964, Болеслав)
- «Зірка балету» (1964, Митін)
- «Сон» (1964, Брюллов)
- «Над нами Південний хрест» (1965, радист)
- «Гадюка» (1965, Потапов)
- «Акваланги на дні» (1965, Суходоля)
- «Прощавай» (1966, офіцер)
- «Анетта» (1966, старпом)
- «їх знали тільки в обличчя» (1966, Альфо Прадо)
- «Туманність Андромеди» (1967, Холм)
- «Втікач з «Янтарного»» (1968, студент)
- «Розвідники» (1968, Сєлєзньов)
- «Чекайте нас на світанку» (Дьомін, «Молдова-фільм»)
- «Та сама ніч» (1969, Єгоров)
- «У тридев'ятому царстві...» (1970)
- «Захар Беркут» (1971, боярин)
- «Пропала грамота» (1972)
- «Софія Грушко» (1972, Мелешко)
- «Тільки ти» (1972, старпом)
- «Не плач, дівчино» (1976)
- «Тачанка з півдня» (1977)
- «Море» (1978)
- «Бунтівний „Оріон“» (1978)
- «Алтунін приймає рішення» (1978)
- «Польоти уві сні та наяву» (1982)
- «Казка про гучний барабан» (1987, комісар)
- «Етюди про Врубеля» (1989)
- «Заручники страху» (1993) та ін.